# La Mort de Chrispe
La Mort de Chrispe est une tragédie en cinq actes de Tristan L'Hermite. Dédiée à Claire-Charlotte d'Ailly, duchesse de Chaulnes, la pièce compte 1 676 alexandrins. Représentée au printemps 1645 par l'Illustre Théâtre avec le jeune Molière, elle est publiée l'année suivante.

## Personnages
- Constantin, empereur,
- Fauste, femme de Constantin,
- Cornélie, confidente de Fauste,
- Chrispe, fils de Constantin, et beau-fils de Fauste,
- Constance, Fille de Licine, beau-frère de Constantin,
- Lactance, précepteur de Chrispe,
- Léonce, domestique de Chrispe, et parent de Cornélie.
- Probe, capitaine des Gardes.

La scène est à Rome dans le palais de Constantin.

## Résumé

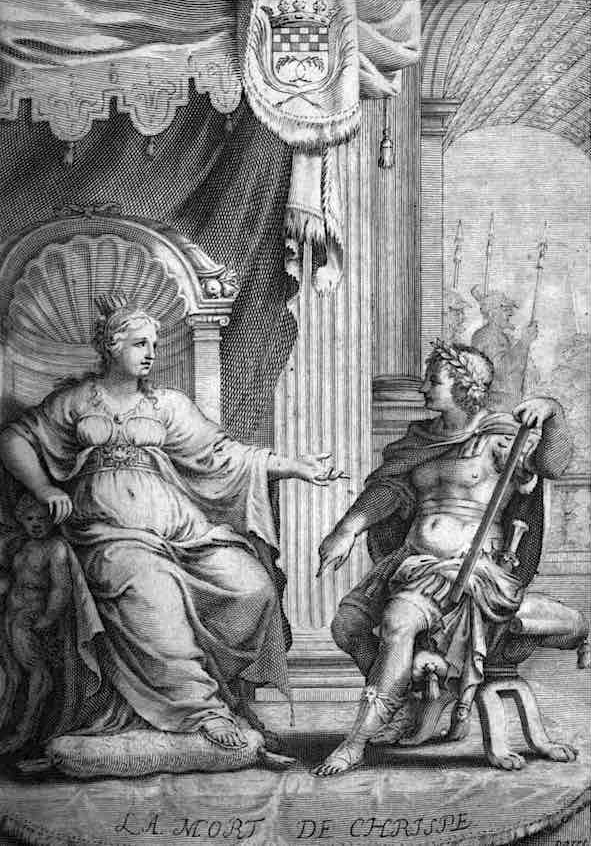
La Mort de Chrispe, frontispice de Jacques Stella gravé par Pierre Daret.

## Représentations et publication
Tristan L'Hermite dédie sa tragédie à Claire-Charlotte d'Ailly, duchesse de Chaulnes en 1645, dont la protection dure peu de temps, l'obligeant à se tourner vers le duc de Guise. La pièce est représentée au printemps 1645, remportant un « honnête succès ».
Elle fait partie du répertoire de la troupe itinérante de Molière et, fixés à Paris en 1658, les comédiens la représentent encore cinq fois l'année suivante. C'est, « parmi les tragédies de Tristan, une de celles qui ont été le plus souvent réimprimées » au XVIIe siècle.

## Postérité
En 1936, à l'occasion d'une reprise du Parasite au Théâtre des Arts, Henry Bidou présente La Mort de Chrispe comme « l'aveu de Phèdre sans l'aveu ». Le critique du Temps devine « entre le génie de Tristan L'Hermite et celui de Racine une affinité qui donne à rêver : C'en est peut-être assez pour tirer un instant la pièce de l'oubli ».

## Analyse
Le rapprochement avec la Phèdre de Racine s'impose, par la proximité du sujet : « Voici une reine qui s'éprend de son beau-fils. C'est un adolescent chaste et farouche, et la marâtre, peut-être, n'oserait pas avouer son amour ; mais elle apprend qu'elle a une rivale, et jeune, et heureuse. Elle se désespère ; tour à tour elle flatte et menace son beau-fils. La passion qui la tourmente n'est point née d'un caprice ; elle vient des "dieux conjurés" contre une femme ; elle l'entraîne, elle l'accable ; elle est "une soif brûlante" que seul le sang de la possédée "pourra désaltérer". La reine se déclare enfin dans un instant d'égarement. Repoussée, en proie à la honte et à la fureur, elle provoque à son insu la mort du jeune homme. Mais son crime la remplit d'horreur ; elle en fait l'aveu à son mari et meurt ».

Tristan « a cherché l'intérêt dans le duel de deux femmes, fières et passionnées ». Gustave Lanson apprécie la « beauté émouvante et grandiose » du caractère de l'impératrice Fauste. Marcel Arland admet qu'« il serait aisé de montrer les faiblesses de cette tragédie, très inégale, très imparfaite. Mais on est saisi par ses hautes visées, et l'on y surprend quelques-uns des plus beaux cris de passion que le théâtre français ait fait entendre avant Racine » :
En un sang qui se glace ils conservent des flammes,

Leurs corps restent unis aussi bien que leurs âmes.

La Mort ne défait pas ce que l'amour a joint,

Ils quittent la lumière et ne se quittent point.

### Éditions modernes
- Edmond Girard (dir.), L'Œuvres dramatique de Tristan L'Hermite (tome VI) : La Mort de  Chrispe, Paris, La Maison des Poètes, coll. « Les Cahiers d'un Bibliophile », 1906, 97 p. (lire en ligne)

#### Œuvres complètes
- Tristan L'Hermite et Roger Guichemerre (dir.), Œuvres complètes, tome IV : Les Tragédies, Paris, Éditions Honoré Champion, coll. « Sources classiques » (no 31), 2001, 560 p. (ISBN 978-2-7453-0384-4)
  - Daniela Dalla Valle, Introduction, p. 7-16
  - Daniela Dalla Valle, Introduction et notes pour La Mort de Chrispe, p. 345-443

#### Anthologies
- Amédée Carriat (présentation et annotations), Tristan L'Hermite : Choix de pages, Limoges, Éditions Rougerie, 1960, 264 p.

### Ouvrages généraux
- Antoine Adam, Histoire de la littérature française au XVIIe siècle — Tome II : L'apogée du siècle, Paris, Éditions Albin Michel, 1997 (1re éd. 1956), 845 p. (ISBN 2-226-08922-5)
- Marie-France Hilgar, La mode des stances dans le théâtre tragique français 1610-1687, Paris, A.G. Nizet, 1974, 263 p.
- (en) Henry Carrington Lancaster, A history of French dramatic literature in the seventeenth century, Part II : The Period of Corneille (1635-1651), New York, Gordian Press, 1966 (1re éd. 1932), 804 p.
- (en) Henry Carrington Lancaster, A History of French dramatic Literature in the seventeenth century, Part III : The Period of Molière (1652-1672), New York, Gordian Press, 1966 (1re éd. 1936), 896 p.
- (en) Henry Carrington Lancaster, A History of French dramatic Literature in the seventeenth century, Part IV : The Period of Racine (1673-1700), New York, Gordian Press, 1966 (1re éd. 1940), 984 p.
- (en) Henry Carrington Lancaster, A History of French dramatic Literature in the seventeenth century, Part V : Recapitulation (1610-1700), New York, Gordian Press, 1966 (1re éd. 1942), 235 p.
- Jacques Scherer, La Dramaturgie classique en France, Paris, A.G. Nizet, 1951, 488 p.

### Études et monographies
- Marcel Arland, Le Promenoir de Tristan, préface pour Le Page disgracié, Paris, Éditions Stock, coll. « À la Promenade » (no 7), 1946, 324 p., p. 7-44
- Napoléon-Maurice Bernardin, Un Précurseur de Racine : Tristan L'Hermite, sieur du Solier (1601-1655), sa famille, sa vie, ses œuvres, Paris, Alphonse Picard, 1895, XI-632 p. (lire en ligne)
- Sandrine Berregard, Tristan L'Hermite, « héritier » et « précurseur » : Imitation et innovation dans la carrière de Tristan L'Hermite, Tübingen, Narr, 2006, 480 p. (ISBN 3-8233-6151-1, lire en ligne)
- (en) Thomas James Braga, Baroque imagery and themes in the theater of Tristan L'Hermite, Houston, Rice University, 1970, 255 p. (lire en ligne)
- (it) Daniela Dalla Valle, Il Teatro di Tristan L'Hermite : Saggio storico e critico, Turin, Giappichelli, 1964, 340 p.
- Gustave Lanson, Esquisse d'une histoire de la tragédie française, New York, Columbia University Press, 1920, XII-155 p. (lire en ligne)
- Claude et François Parfaict, Histoire du Théâtre français depuis son origine jusqu'à présent, t. VI, Amsterdam, Aux dépens de la Compagnie, 1746, 428 p. (lire en ligne)
- Eugène Vinaver, Racine et la poésie tragique (deuxième édition revue et augmentée), Paris, Nizet, 1963 (1re éd. 1951), 249 p.

### Articles et analyses
- Sandrine Berrégard, « La pratique de l'argument dans le théâtre de Tristan L'Hermite : de l'écriture dramatique à l'écriture narrative », XVIIe siècle, no 232,‎ 2006, p. 499-512 (lire en ligne)
- Henry Bidou, « Chronique théâtrale », Le Temps,‎ 10 février 1936 (lire en ligne)
- Georges Forestier, « Mythe, histoire et tragédie : de Crispus à La Mort de Chrispe », Littératures classiques, hors-série. Mythe et histoire dans le théâtre classique. Hommage à Christian Delmas,‎ 2002, p. 351-370 (lire en ligne).
- Pierre Quillard, « Les poètes hétéroclites : François Tristan L'Hermitte de Soliers », t. V, Mercure de France, août 1892, 370 p. (lire en ligne), p. 317-333.

### Cahiers Tristan L'Hermite
- Cahiers Tristan L'Hermite, Tristan : Théâtre, Limoges, Éditions Rougerie (no XXII), 2000, 95 p.
Charles Mazouer, « La vision tragique dans La Mariane, La Mort de Sénèque et La Mort de Chrispe », p. 5–16
Catherine Guillot, « La fonction didactique du frontispice dans le théâtre de Tristan L'Hermite », p. 17–35
Daniela Dalla Valle, « Les songes tragiques de Tristan », p. 62–78